# 中允
中允，中國古代官職之一，起源自汉代的官职中盾。
在明朝，此官職屬於左、右春坊官，為詹事府官員，品級為正六品。該官職在明初主要負責太子的內務服務以及充任文學侍從，在明中期以後逐漸成爲翰林官迁转之阶。
在清朝，此官職配置於朝廷之輔助部門，品等為正六品。該官職名義上負責皇子或皇帝的內務服務以及充任文學侍從，實際為翰林院輔佐機構。
光緒二十八年（1902年），改革官制，實行新政，該官職廢除。